# Provincia Illizi
Provincia Illizi (în arabă  ولاية اليزي) este o unitate administrativă de gradul I (wilaya) a Algeriei. Reședința sa este orașul Illizi.